# Сакалай (баскетбольный клуб)
БК «Сакалай» (лит. KK Sakalai, Krepšinio Klubas Sakalai — в переводе «соколы») — литовский баскетбольный клуб из Вильнюса. Основан в 1994 г. Предшественником клуба считается команда Литовской полицейской академии, основанная в 1991 г. В 1994 г. «Сакалай» выиграл чемпионат ЛКАЛ (второй дивизион литовского чемпионата) и был принял в ЛКЛ. С тех пор клуб регулярно участвует в высшем дивизионе чемпионата Литвы (высшее достижение — 3-е место в 1999 г.). В Балтийской баскетбольной лиге «Сакалай» участвует с самого первого турнира, высшее достижение — 6-е место в самом первом турнире. Кроме того, в 2009 году «Сакалай» выиграл Кубок вызова Балтийской баскетбольной лиги, однако после этого уступил в стыковых матчах за право участия в основном турнире ББЛ. С 1999 г. клуб участвует в европейских клубных турнирах.

## Результаты вчемпионате Литвы
| - 1995 — 8 - 1996 — 5 - 1997 — 7 - 1998 — 4 | - 1999 — 3 - 2000 — 4 - 2001 — 6 - 2002 — 6 | - 2003 — 5 - 2004 — 4 - 2005 — 4 - 2006 — 5 | - 2007 — 7 - 2008 — 7 - 2009 — 7 - 2010 — 9 |

## Результаты вБалтийской баскетбольной лиге
- 2005 — 6
- 2006 — 8
- 2007 — 13
- 2008 — 17 (7-е в Кубке вызова)
- 2009 — 11 (1-е в Кубке вызова)
- 2010 — 20—22 (4-е место в одной из трёх групп Кубка вызова)